# Acosmetoptera ecpluta
Acosmetoptera ecpluta is een vlinder van de familie van de uilen (Lasiocampidae). De wetenschappelijke naam van deze soort is voor het eerst voorgesteld door Yves de Lajonquière in een publicatie uit 1972.
De soort komt voor op Madagaskar.